# Lathochlora
Lathochlora is een geslacht van vlinders van de familie spanners (Geometridae), uit de onderfamilie Geometrinae.

## Soorten
- L. inornata Warren, 1900
- L. magna Herbulot, 1996
- L. perversa Prout, 1915